# Noureddine Boutarfa
Noureddine Boutarfa (en arabe : نورالدين بوطرفة), né le 7 janvier 1948 à Khenchela en Algérie, est un homme politique algérien. Il est notamment ministre de l'Énergie du 12 juin 2016 au 25 mai 2017,.

## Biographie
Noureddine Boutarfa a occupé le poste de président-directeur général de la Société nationale de l'électricité et du gaz algérienne, Sonelgaz, ayant été nommé à ce poste en janvier 2004 par Chakib Khelil, à l'époque ministre de l’Énergie algérien.

### Formation et débuts professionnels
Noureddine Boutarfa est titulaire d’un diplôme d’ingénieur d’État de l'Institut algérien du pétrole, d’une licence en sciences physiques et de certificats en techniques de la turbine à gaz (Essen, République fédérale d'Allemagne), de planification stratégique (CFC, Montréal, Canada) en Économie et politique de l’Énergie (IEPE, Grenoble, France),. Il est également Docteur honoris causa de l’École nationale supérieure polytechnique d’Alger.
En 1974, il rejoint Sonelgaz, où il assume entre autres les responsabilités de chef de projet des premières grandes centrales électriques en Algérie, de directeur des études économiques et de directeur de l’Engineering.
En 2001, il est nommé président-directeur général de l’Algerian Energy Company (AEC) après avoir été chargé de sa création. Il lance les premiers projets de production indépendante d'eau et d'électricité (Integrated water and power plant (en), IWPP) et de production indépendante d'électricité (Independent power producer (en), IPP).
En 2004, il est nommé président-directeur général du Groupe Sonelgaz. Entre 2004 et 2016, il préside le Comité algérien membre du Conseil mondial de l'énergie (CME).
En 2004 et 2005, il préside le Comité de liaison des électriciens de la Méditerranée (MEDELEC).
En 2005 et 2012, il assure la présidence du comité maghrébin de l'électricité (COMELEC).
En avril 2012, il est élu premier président de l'Association des gestionnaires méditerranéens des réseaux de transport d’électricité (Med-TSO) constituée de 18 pays membres. Il est réélu en avril 2015 pour un second mandat.
Il a également été membre du conseil d'administration de la Sonatrach de 2003 à 2015, de la Compagnie Algérienne d’Assurances (CAAT), du Crédit Populaire d'Algérie (CPA), d'Algérie Télécom et du Groupe Industriel Elec El Djazair.
En juin 2016, dans le cadre du remaniement du gouvernement d’Abdelmalek Sellal, le président Abdeliaziz Bouteflika nomme Noureddine Boutarfa Ministre de l'Énergie algérien,. Le 28 septembre 2016, il participe, à ce titre, à la réunion extraordinaire de l'Organisation des pays exportateurs de pétrole (OPEP). Très influent au sein de cet organisme, il arrive, le 28 septembre 2016, à arracher un accord informel, dit « l'Accord d'Alger », qui porte sur une réduction conséquente de la production de pétrole des pays de l’OPEP, une première depuis 2009. Cet accord se voit qualifié d'historique par certains observateurs. L'accord d'Alger est formalisé à Vienne le 30 novembre 2016 par les membres de l'OPEP. Le 10 décembre 2016, les pays producteurs Non-OPEP, dont le chef de file est la Russie, signent un accord avec les pays de l'OPEP pour se joindre à cet accord de réduction. Jamais auparavant les pays de l'OPEP et Non-OPEP n'étaient parvenus à une telle décision.
Au sein du Ministère de l’énergie, Noureddine Boutarfa milite également pour un développement des énergies renouvelables. Il déclare que le gaz de schiste n'est pas une priorité à court terme en raison de l'importance des investissements nécessaires à son développement et que l'avenir est aux énergies renouvelables, placées comme priorité nationale par le Président Bouteflika.
En mars 2017, Algérie et l'Union européenne signent à Bruxelles une convention de financement par l'UE d'un programme d'appui au développement des énergies renouvelables et à la promotion de l'efficacité énergétique en Algérie d'une valeur de 10 millions d'euros. En mai 2017,  il est question du lancement d'un appel d’offres national et international pour le projet algérien dénommé « Atlas 1 », d’une capacité globale de 4 050 mégawatts, réparti en trois lots de 1 350 mégawatts chacun en énergie d’origine solaire de type photovoltaïque.
Le 26 mai 2017, le président Bouteflika compose un nouveau gouvernement dans lequel Noureddine Boutarfa n'est pas reconduit. Il est remplacé à son poste par Mustapha Guitouni,.

## Polémique et condamnation
En juin 2013, certains affirmaient qu’il avait été placé sous contrôle judiciaire et qu’il faisait l’objet d’un mandat d’arrêt dans le cadre de l'enquête sur les scandales de corruption qui avaient éclaboussé le géant pétrolier Sonatrach ou de l'affaire du projet de l’autoroute Est-Ouest. L’affaire fut vite oubliée. En décembre 2016, les collaborateurs de Noureddine Boutarfa récusent même l’existence de ce dossier et évoquent une cabale médiatique : « Il n’a jamais été entendu ni interpellé, soutient un membre de son staff ». « Ce sont des ragots » disaient-ils. Il est condamné à cinq ans de prison en avril 2023 pour « corruption, gaspillage de fonds publics, détournement de fonds et  conclusion d’accords en violation de la législation en vigueur ».
Durant son mandat de PDG de Sonelgaz, il milite notamment pour une hausse des prix à la consommation de l’énergie,. Il occupe son poste de président-directeur général de Sonelgaz jusqu'à sa nomination au ministère.